# Серењо
Серењо (итал. Seregno) је насеље у Италији у округу Монца и Бријанца, региону Ломбардија.
Према процени из 2011. у насељу је живело 42760 становника. Насеље се налази на надморској висини од 229 м.

## Становништво
Према резултатима пописа становништва 2011. у општини је живело 43.001 становника.
| 1931.  | 1936.  | 1951.  | 1961.  | 1971.  | 1981.  | 1991.  | 2001.  | 2011.  |
| ------ | ------ | ------ | ------ | ------ | ------ | ------ | ------ | ------ |
| 17.833 | 19.308 | 24.371 | 27.824 | 35.239 | 37.891 | 38.588 | 39.206 | 43.001 |

## Партнерски градови
- Sant’Agata di Esaro